# ZUN rádio
ZUN rádio je komerční rozhlasová stanice, vysílající 24 hodin denně v pozemní digitální síti DAB+. Své vysílání zahájila 1. prosince 2021 a soustředí se na převážně elektronickou taneční hudbu, jako nu-disco, soulful house, jackin, deep house i tech house, s důrazem na kořeny této hudby. Ve vysílání se ale objevují i žánry příbuzné, jako R&B, funk, soul a disco.
Kromě moderovaného ranního vysílání a pořadu SinglStory Zuzany Maxa začleňuje do své dramaturgie i zahraniční pořady, jako Defected Radio od anglického vydavatelství Defected Records, The Legendary Radio Show italského hudebního producenta Black Legend a jiné.

## Vysílače
| Město                                 | Frekvence |
| ------------------------------------- | --------- |
| Praha / Strahov                       | 6A DAB+   |
| Praha / Děvín                         | 5C DAB+   |
| Trutnov / Černá hora (lanovka)        | 7D DAB+   |
| Jemnice                               | 6B DAB+   |
| Tábor                                 | 9A DAB+   |
| Brno / Barvičova                      | 10D DAB+  |
| Jihlava / Strážník                    | 10D DAB+  |
| Olomouc / RCO                         | 10D DAB+  |
| Zlín / Mladcová                       | 10D DAB+  |
| Frýdek-Místek / Lysá hora             | 10D DAB+  |
| Nové Mesto nad Váhom / Velká Javorina | 10D DAB+  |
| Plzeň / Černice                       | 12B DAB+  |
| České Budějovice / Boženy Němcové     | 9C DAB+   |
| Karlovy Vary / Dvořákova              | 6A DAB+   |